# Елеонора фон Хесен-Рейнфелс-Ротенбург
Елеонора Филипина Христина София фон Хесен-Рейнфелс-Ротенбург (на немски: Eleonore Philippina Christina Sophia von Hessen-Rheinfels-Rothenburg; * 17 октомври 1712, дворец Ротенбург на Фулда; † 23 май 1759, Нойбург на Дунав) е принцеса от Хесен-Рейнфелс-Ротенбург и чрез женитба пфалцграфиня на Пфалц-Зулцбах.

## Живот
Дъщеря е на ландграф Ернст II Леополд (1684 – 1749) и принцеса Елеонора фон Льовенщайн-Вертхайм (1686 – 1753). Внучка е на ландграф Вилхелм I фон Хесен-Ротенбург и графиня Мария Анна фон Льовенщайн-Вертхайм. Нейната сестра Поликсена е кралица на Сардиния (1730 – 1735).
Елеонора се омъжва на 25 януари 1731 г. в Манхайм за братовчед си Йохан Христиан Йозеф (1700 – 1733) от фамилията Вителсбахи, пфалцграф-херцог на Пфалц-Зулцбах и маркграф на Берген оп Зоом, вторият син на Теодор Евстах и принцеса Мария Елеонора фон Хесен-Ротенбург, дъщеря на ландграф Вилхелм I. Тя е втората му съпруга. Бракът е бездетен. Той умира през 1733 г.
Елеонора умира на 23 май 1759 г. в Нойбург на Дунав на 46 години и е погребана там в дворцовата църква.